# Ofelia Fernández
Ofelia Fernández (14 d'abril de 2000) és una activista i política argentina.
Va néixer el 14 d'abril de 2000, filla d'un músic i d'una empleada en una casa de canvi. Resident al barri de Caballito de Buenos Aires, va cursar estudis d'educació secundaria al col·legi Carlos Pelegrini, on va cobrar notorietat com a presidenta del Centre d'Estudiants pels seus discursos atrevits. Va ser la ponent més jove a la contra-cimera del G-20 organitzada per Clacso al novembre de 2018. Activista feminista, va participar en les manifestacions a favor de la legislació de l'avortament a Argentina. Militant del Front Pàtria Gran, va ser inclosa com a candidata a diputada porteña pel Front de Tots a la ciutat de Buenos Aires.